# Collegio uninominale Campania 2 - 03 (2020)
Il collegio elettorale uninominale Campania 2 - 03 è un collegio elettorale uninominale della Repubblica Italiana per l'elezione della Camera dei deputati.

## Territorio
Come previsto dalla legge n. 51 del 27 maggio 2019, il collegio è stato definito tramite decreto legislativo all'interno della circoscrizione Campania 2.
È formato dal territorio dell'intera provincia di Benevento (78 comuni) e da 28 comuni della provincia di Caserta: Ailano, Alife, Alvignano, Baia e Latina, Caiazzo, Capriati a Volturno, Castel Campagnano, Castel di Sasso, Castello del Matese, Ciorlano, Dragoni, Fontegreca, Formicola, Gallo Matese, Gioia Sannitica, Letino, Liberi, Piana di Monte Verna, Piedimonte Matese, Pontelatone, Prata Sannita, Pratella, Raviscanina, Ruviano, San Gregorio Matese, San Potito Sannitico, Sant'Angelo d'Alife e Valle Agricola.
Il collegio è parte del collegio plurinominale Campania 2 - 01.

## Eletti
| Elezione | Elezione | Deputato               | Partito      |
| -------- | -------- | ---------------------- | ------------ |
|          | 2022     | Francesco Maria Rubano | Forza Italia |

## Dati elettorali

### XIX legislatura
Come previsto dalla legge elettorale, 147 deputati sono eletti con sistema a maggioranza relativa in altrettanti collegi uninominali a turno unico.
| Candidati                                 | Candidati                        | Voti    | %     | Liste                                                | Voti    | %     |
| ----------------------------------------- | -------------------------------- | ------- | ----- | ---------------------------------------------------- | ------- | ----- |
|                                           | Francesco Maria Rubano ✔️ Eletto | 55 471  | 36,94 | Fratelli d'Italia                                    | 29 218  | 19,46 |
| Forza Italia                              | Francesco Maria Rubano ✔️ Eletto | 55 471  | 36,94 | 18 157                                               | 12,09   |       |
| Lega per Salvini Premier                  | Francesco Maria Rubano ✔️ Eletto | 55 471  | 36,94 | 7 530                                                | 5,01    |       |
| Noi moderati/Lupi - Toti - Brugnaro - UDC | Francesco Maria Rubano ✔️ Eletto | 55 471  | 36,94 | 566                                                  | 0,38    |       |
|                                           | Sabrina Ricciardi                | 33 226  | 22,13 | Movimento 5 Stelle                                   | 33 226  | 22,13 |
|                                           | Antonella Pepe                   | 27 095  | 18,04 | Partito Democratico-IDP                              | 19 665  | 13,10 |
| Alleanza Verdi e Sinistra                 | Antonella Pepe                   | 27 095  | 18,04 | 3 124                                                | 2,08    |       |
| +Europa                                   | Antonella Pepe                   | 27 095  | 18,04 | 2 189                                                | 1,46    |       |
| Impegno Civico - Centro Democratico       | Antonella Pepe                   | 27 095  | 18,04 | 2 117                                                | 1,41    |       |
|                                           | Alessandrina Lonardo Mastella    | 21 669  | 14,43 | Noi di Centro – Europeisti                           | 21 669  | 14,43 |
|                                           | Antonio Del Mese                 | 6 284   | 4,18  | Azione - Italia Viva - Calenda                       | 6 284   | 4,18  |
|                                           | Marcello Giulianini              | 2 156   | 1,44  | Unione Popolare                                      | 2 156   | 1,44  |
|                                           | Concetta Altieri                 | 1 596   | 1,06  | Italexit                                             | 1 596   | 1,06  |
|                                           | Micaelamaria Salomone Megna      | 1 237   | 0,82  | Italia Sovrana e Popolare                            | 1 237   | 0,82  |
|                                           | Giacomo Barone                   | 931     | 0,62  | Partito Comunista Italiano                           | 931     | 0,62  |
|                                           | Esmeralda Mameli                 | 499     | 0,33  | Partito Animalista Italiano – UCDL – 10 Volte Meglio | 499     | 0,33  |
| Totale                                    | Totale                           | 150 164 | 100   |                                                      | 150 164 | 100   |
|                                           |                                  |         |       |                                                      |         |       |
| Schede bianche                            | Schede bianche                   | 3 989   | 2,51  |                                                      |         |       |
| Schede nulle                              | Schede nulle                     | 4 641   | 2,92  |                                                      |         |       |
| Votanti                                   | Votanti                          | 158 788 | 58,28 |                                                      |         |       |
| Elettori                                  | Elettori                         | 272 470 |       |                                                      |         |       |